# Alfredo Sepúlveda
Pour les articles homonymes, voir Sepulveda.
Alfredo Sepúlveda, né le 3 août 1993 à Valparaíso, est un athlète chilien, spécialiste du 400 mètres haies.
Il détient depuis le 7 juin 2018, le record national sur cette distance en 49 s 62, obtenu lors des Jeux sud-américains de 2018 à Cochabamba en Bolivie.

## Records
| Épreuves    | Épreuves  | Temps         | Lieu           | Date            |
| ----------- | --------- | ------------- | -------------- | --------------- |
| 200 m       | Plein air | 21 s 92       | Cochabamba     | 13 mai 2018     |
| 400 m       | Plein air | 46 s 44       | Sao Paulo      | 21 juillet 2018 |
| 400 m haies | Plein air | 49 s 62 (NR)  | Cochabamba     | 7 juin 2018     |
| 4 × 400 m   | Plein air | 3 min 07 s 56 | Rio de Janeiro | 16 mai 2016     |